# Kerli (EP)
A Kerli az észt énekesnő és dalszövegíró, Kerli Kõiv debütáló középlemeze. A lemez jelenleg nem kapható.
A korong három dalt tartalmazott, melyek közül kettő, a Walking on Air és a Love Is Dead az énekesnő debütáló albumán is helyet kapott. A She's in Parties (Bauhaus feldolgozás) csak az EP-n volt elérhető.

## Háttér
Miután az énekesnő az Island Records-szal kötött szerződést, Kerli rengeteg szerzővel és producerrel dolgozott. Ezek közül három jelent meg a középlemezen, köztük a She's in Parties, mely a Bauhaus egyik számának feldolgozott változata. A korong digitális letöltés és CD formájában volt megvásárolható, ma már forgalmon kívül van.

## Dallista
|    | Cím              | Szerző(k)                           | Producer(ek)  | Hossz |
| -- | ---------------- | ----------------------------------- | ------------- | ----- |
| 1. | Love Is Dead     | Miles Gregory, Kerli, David Maurice | David Maurice | 4:39  |
| 2. | Walking on Air   | Kerli, Lester Mendez                | Lester Mendez | 4:29  |
| 3. | She's in Parties |                                     |               | 5:22  |

## Közreműködők
- Vokálok : Kerli
- Producer: Lester Mendez
- Keverők: Neal Pogue, David Maurice

## Fordítás
Ez a szócikk részben vagy egészben  a   Kerli (EP) című angol Wikipédia-szócikk fordításán alapul.  Az eredeti cikk szerkesztőit annak laptörténete sorolja fel. Ez a jelzés csupán a megfogalmazás eredetét és a szerzői jogokat jelzi, nem szolgál a cikkben szereplő információk forrásmegjelöléseként.